# Шардаринская ГЭС
Шардаринская ГЭС (Чардаринская ГЭС) — гидроэлектростанция на реке Сырдарья, вблизи города Шардара в Туркестанской области, Казахстан. Нижняя ступень Нарын-Сырдарьинского каскада ГЭС. Эксплуатируется АО «Шардаринская ГЭС», входящим в холдинг «Самрук-Энерго».
Назначение гидроузла комплексное: ирригация, энергетика, борьба с наводнениями, рыбоводство, водоснабжение.

## Общие сведения
Шардаринская ГЭС является низконапорной русловой гидроэлектростанцией (здание ГЭС входит в состав напорного фронта). Установленная мощность электростанции — 126 МВт, проектная среднегодовая выработка электроэнергии — 537 млн кВт·ч. Сооружения станции включают в себя:
- земляную намывную (из песка) плотину длиной 5300 м и максимальной высотой 28,5 м;
- здание ГЭС, совмещённое с донными водосбросами. Всего имеется два водосброса (слева и справа от гидроагрегатов), общей максимальной пропускной способностью 1282 м³/с.

По сооружениям станции проложена автодорога.
В здании ГЭС размещены четыре вертикальных гидроагрегата мощностью по 31,5 МВт с пятилопастными поворотно-лопастными турбинами (диаметр рабочего колеса 5,3 м), работающими на расчётном напоре 22 м. Производитель гидротурбин — фирма Andritz. Турбины приводят в действие гидрогенераторы, с которых электроэнергия передаётся на напряжении 10,5 кВ на два силовых трансформатора ТДЦ 80000/110, и с них через комплектное распределительное устройство элегазовое (КРУЭ) напряжением 110 кВ — в энергосистему по пяти линиям электропередачи.
Напорные сооружения ГЭС образуют крупное Шардаринское водохранилище площадью 900 км², его полная и полезная ёмкость водохранилища составляет 5,7 и 4,7 км³ соответственно, что позволяет осуществлять сезонное регулирование стока. В результате заиления за время эксплуатации размеры и объем водохранилища сократились. Отметка нормального подпорного уровня водохранилища составляет 252 м, форсированного подпорного уровня — 253 м, уровня мёртвого объёма — 244 м. Водохранилище русловое, предназначено для аккумулирования зимнего стока для нужд ирригации. Приток к водохранилищу в основном определяется попусками из вышерасположенных водохранилищ — Токтогульского (Кыргызстан) и Кайраккумского (Таджикистан), а также водоразбором на территории Узбекистана.

## История
Проект Чардаринской ГЭС разработан в 1955—1957 годах Среднеазиатским отделением института «Гидропроект». Строительство станции было начато в 1958 году, завершено в 1967 году. Изначально на станции были смонтированы 4 гидроагрегата мощностью по 25 МВт с поворотно-лопастными турбинами ПЛ-661-ВБ-500 и гидрогенераторами СВЧ 790/106-52.
В 2010—2020 годах проведены работы по модернизации станции, включающие в себя замену силовых трансформаторов, перенос распределительного устройства с заменой его на КРУЭ, ликвидацию оползневого явления с выполаживанием склона, замену гидроагрегатов на более эффективные, что позволило увеличить мощность станции с 100 МВт до 126 МВт. Модернизация станции велась за счёт кредита ЕБРР и собственных средств АО «Самрук Энерго».